# 杜夫 (马尔科姆之子)
马尔科姆之子杜布（中世纪盖尔语：Dub mac Maíl Coluim；现代盖尔语：Dubh mac Mhaoil Chaluim；？-967年），有时被简称为杜夫王（Duff MacMalcolm），绰号慷慨者（Dén）和黑发（Niger），是962年-967年在位的阿尔巴国王。他是马尔科姆一世之子，在堂叔英多尔夫 于962年被杀后继承王位。